# Pra Valer a Pena
Pra Valer a Pena é o quinto álbum de estúdio do cantor Kleber Lucas, sendo o quarto trabalho do artista lançado em 2003 pela gravadora MK Music. Produzido por Ricardo Feghali, vendeu mais de cem mil cópias, sendo certificado com disco de ouro.

## Faixas
| N.º            | Título                | Compositor(es)                 | Duração |  |
| 1.             | "Pra Valer a Pena"    | Kleber Lucas                   | 03:49   |  |
| 2.             | "Não Posso Te Deixar" | Kleber Lucas                   | 04:32   |  |
| 3.             | "A Palavra"           | Kleber Lucas                   | 04:05   |  |
| 4.             | "Melhor Amigo"        | Kleber Lucas                   | 04:06   |  |
| 5.             | "Arrebatados"         | Kleber Lucas                   | 03:41   |  |
| 6.             | "Fácil Diferença"     | Kleber Lucas                   | 03:59   |  |
| 7.             | "Nova Criatura"       | Kleber Lucas                   | 03:55   |  |
| 8.             | "Pai de Amor"         | Kleber Lucas                   | 03:49   |  |
| 9.             | "Vou Te Buscar"       | Kleber Lucas                   | 04:06   |  |
| 10.            | "A Paz do Céu"        | Kleber Lucas e Ricardo Feghali | 04:13   |  |
| 11.            | "Ser Morada"          | Kleber Lucas                   | 04:48   |  |
| Duração total: | Duração total:        | Duração total:                 | 43:03   |  |

## Técnica
- produzido, arranjado, gravado e mixado por Ricardo Feghali no Feghali Estúdio
- assistente: Nestor Lemos
- masterizado por Ricardo Garcia no Magic Master
- bateria: Serginho Herval
- bateria na música "Ser Morada": Thiago Feghali
- baixo: Nando
- guitarras e violões: Kiko
- violão na música "Vou Te Buscar": Ricardo Feghali e Kiko
- teclados e programações: Ricardo Feghali
- sax alto: Rogério Moura
- violoncelo: Jaques Morelenbaum
- coro: Serginho Herval, Tatiana Perez, Ricardo Feghali e Ana Leuzinger
- fotos: Sérgio Menezes
- criação de capa: MK Music

## Clipes
- Não Posso Te Deixar
- Nova Criatura